# Quercus takaoyamensis
Quercus takaoyamensis är en bokväxtart som beskrevs av Tomitaro Makino. Quercus takaoyamensis ingår i släktet ekar, och familjen bokväxter. Inga underarter finns listade i Catalogue of Life.